# 韋瓦克縣
3°34′44″S 143°38′38″E / 3.579°S 143.644°E
韋瓦克縣（英語：Wewak District），是巴布亞新畿內亞東塞皮克省的縣份之一，位於新畿內亞島東部，首府設於韋瓦克，面積2,284平方公里，2011年人口87,761，人口密度每平方公里38人。